# Kisela repa
Kisela repa  je repa ukiseljena  mliječnokiselom fermentacijom. Pripada kiselom povrću. Danas je još rasprostranjena u Alsaceu, u nekim dijelovima južne Njemačke, Austrije, u Južnome Tirolu, Švicarskoj, Hrvatskoj i Sloveniji.
Kisela repa može se pripremiti poput kiselog kupusa ili u kombinaciji s njim. Za proizvodnju, repa se nareže i naizmjenično  sa solju složi u lonac od kamenine ili drvenu kacu te se dobro zbije dok se ne prekriju vlastitim sokom. Na to se stavi drvena daska opterećena kamenom. Nakon nekoliko tjedana (u kojemu se daska i kamen više puta operu vrućom vodom), postupak fermentacije je završen.
Tradicijski se kisela repa kuha sa sastojcima kao što su svinjetina, luk i slanina, odnosno grah, ali se također može koristiti sirova ili kuhana kao salata. 

## Vanjske poveznice
- Kisela repa na mojazimnica.hr